# Samir Okasha
Samir Okasha (...) è un filosofo e storico della scienza inglese.
È professore ordinario di Filosofia della scienza all'Università di Bristol. È stato vincitore del premio Lakatos per il suo libro Evolution and the Levels of Selection. È stato nominato membro della British Academy nel 2018.